# 茅杰飛

茅杰飛作爲倫敦市市長所用的紋章

茅杰飛，第四代埃文斯山男爵（英語：Jeffrey Evans, 4th Baron Mountevans，1948年5月13日—），是英國的船運經紀人、2015-6年任倫敦市市長。他在2014年繼承埃文斯山男爵爵位，並從2015年7月起擔任英國上議院世襲貴族議員至今。

## 骑士爵位
- KStJ、Order of St John of Jerusalem （2015）[3]

## 外部連結
- www.cityoflondon.gov.uk[永久]
- www.parliament.uk （页面存档备份，存于）
- The Lord Mayor's Show (BBC) （页面存档备份，存于）
- www.londoninternationalshippingweek.com （页面存档备份，存于）
- www.cityam.com （页面存档备份，存于）